# Vendela Santén
Vendela Santén, tidigare Zachrisson, född 11 juni 1978 i Norrköping, är en svensk seglare, gast.
Hon tog tillsammans med Therese Torgersson brons i 470-klassen i segling under OS i Aten.
Tidigare seglade Santén för Kristinehamns Kanotseglare. Nu seglar hon för Göteborgs Kungliga Segelsällskap. Hon har gått på seglargymnasiet i Motala där hon seglade E-jolle.
Santén blev 2018 invald som nummer 11 i Svensk seglings Hall of Fame.

## Meriter
- 2004 - Brons i OS
- 2004 - 1:a i VM
- 2003 - 3:a i EM